# JFLAP

JFLAP в роботі

JFLAP — програма для експериментів з різними об'єктами що зустрічаються під час вивчення формальних мов. Кросплатформенна (java). Розробляється Університетом Дюка під Creative Commons Attribution-NonCommercial-ShareAlike 2.5 License.

## Можливості
- Моделює машину Тьюрінга
  - В тому числі багатострічкову.
- Моделює автомат Мілі
- Моделює автомат Мура
- Моделює магазинний автомат
- Демонструє лему про накачку
  - для регулярних
  - та контекстно-вільних мов.
- Красиво малює НДСкА, ДСкА.
- Вміє покроково проводити
  1. Перетворення з регулярного виразу в НДСкА.
  2. Детермінізацію НДСкА
  3. Мінімізацію ДСкА.